# Alfredo Peri-Morosini

Bischof Alfredo Peri-Morosini

Alfredo Peri-Morosini (* 12. März 1862 in Lugano, Schweiz; † 27. Juli 1931 in Solcio di Lesa am Lago Maggiore, Piemont, Italien) war ein Bischof der Römisch-Katholischen Kirche.

## Biographie

### Priester
Alfredo Peri-Morosini war der Sohn des Rechtsanwaltes Giacomo Peri und der Gräfin Carola Morosini. Nach dem Besuch des Gymnasiums im lombardischen Gorla besuchte er das Seminario Romano und empfing am 15. August 1885 in Lugano die Priesterweihe. Bis 1887 unterrichtete er am Priesterseminar seiner Heimatdiözese Philosophie, wie auch am Lyzeum. 1888 nahm er den Namen seiner Mutter an, so dass er fortan den Doppelnamen Peri-Morosini trug. 1887 kehrte er nach Rom zurück, wo er an der Accademia dei Nobili Ecclesiastici studierte und während dieser Zeit auch in Philosophie, Theologie, Kirchenrecht und Literatur doktorierte.

### Diplomat
Ab 1891 begann er seine diplomatische Laufbahn als Sekretär der Nuntiatur in Paris, wurde 1897 Auditor der Apostolischen Nuntiatur in München, dann in Brüssel und schließlich in Madrid. Seit 1902 Attaché der Kongregation für die außerordentlichen kirchlichen Angelegenheiten, wurde er am 28. März 1904 zum Apostolischen Administrator des Tessin und Titularbischof von Arca in Phoenicia ernannt.

### Bischof
Nachdem er bereits am 17. April des genannten Jahres durch Kardinalstaatssekretär Merry del Val in Rom die Bischofsweihe empfangen hatte, nahm er am 24. April Besitz von seiner Diözese. Hier trat er besonders für die Beibehaltung des Religionsunterrichtes an den Schulen ein und vermied, um unnötige Probleme mit der Regierung zu vermeiden, jegliche Polemik, was ihm einen schlechten Ruf bei vielen Katholiken einbrachte. Auch renovierte er die Kathedrale zu Lugano, hielt 1910 eine Diözesansynode ab und in den Jahren 1906, 1908 und 1913 eucharistische Kongresse.
Peri-Morosini liebte großartige religiöse Festlichkeiten, deren pompöses Zeremoniell man vielfach als theatralisch empfand. Dieses und sein aufwendiger Lebensstil führten zu starker Kritik an seiner Person, auf deren Hintergrund auch der 1916 erhobene Vorwurf sittlicher Verfehlungen zu sehen ist. Sein Diener Soldini bezichtigte ihn eine homosexuelle Liebschaft mit ihm und einem Priester des Bistums unterhalten zu haben. Bis heute sind die Akten des ihn beschuldigenden Priesters Alfredo Maggetti im Archiv des Bistums Lugano unter Verschluss. Einen Verleumdungsprozess gegen Soldini und Alfredo Maggetti gewann er aber. Wenn er auch von einer Kardinalskommission von diesem Vorwurf freigesprochen wurde, so kam es doch zu einer Spaltung seiner Diözese in Betracht auf seine Person.

### Rücktritt
Die andauernden Forderungen des Klerus und konservativer Persönlichkeiten zu seinem Rücktritt führten am 29. Dezember 1916 schließlich zu ihrem Ziel. Von da an lebte Peri-Morosini in Rom, wo er noch immer einen starken Rückhalt besaß. Seinen Nachfolger, der die unter ihm heruntergekommene Diözesanverwaltung wiederaufbaute, störte er jedoch in den nächsten Jahren noch in seiner Amtsführung. Seit 1926 Konsultor der Kongregation für die außerordentlichen Angelegenheiten, erlitt er einen Schlaganfall, welcher ihn danach behinderte. So verbrachte er seine letzten Lebensjahre auf einem Familiengut in Solcio di Lesa am Lago Maggiore, wo er auch am 27. Juli 1931 nach langer Krankheit verstarb. Seine Gebeine wurden erst 1971 in die Kathedrale von Lugano überführt.